# 哈特貝格山
47°30′18″N 16°04′43″E / 47.50491°N 16.07873°E
哈特貝格山（德語：Hartberg），是奧地利的山峰，位於該國東部，處於下奧地利州和施泰爾馬克州接壤的邊界，屬於穆爾以東前阿爾卑斯山脈的一部分，海拔高度918米，每年平均降雨量1,139毫米。